# Neznatjitelnyje podrobnosti slutjajnogo epizoda
Neznatjitelnyje podrobnosti slutjajnogo epizoda (russisk: Незначительные подробности случайного эпизода) er en russisk spillefilm fra 2011 af Mikhail Mestetskij.

## Medvirkende
- Kirill Käro
- Miriam Sekhon
- Jelena Anisimova
- Ksenija Karajeva
- Oleg Kassin